# Velturno
Velturno, németül: Feldthurns, település Olaszországban, Bolzano autonóm megyében. Lakosainak száma 3032 fő (2023. január 1.). Velturno Bressanone, Chiusa, Villnöß és Varna községekkel határos.

## Népesség
A település népességének változása:
| Lakosok száma | 2666 | 2817 | 2873 | 2909 | 3032 |
|               | 2008 | 2015 | 2017 | 2018 | 2023 |